# Vũ Đình Hòe
Vũ Đình Hòe (1 tháng 6 năm 1912 – 29 tháng 1 năm 2011) là luật sư, nhà báo, Bộ trưởng Bộ Quốc gia Giáo dục (nay là Bộ Giáo dục và Đào tạo) trong Chính phủ đầu tiên của nước Việt Nam Dân chủ Cộng hòa.

## Tiểu sử
Ông sinh ngày 1 tháng 6 năm 1912 tại nguyên quán là làng Lương Ngọc, xã Thúc Kháng, huyện Bình Giang, tỉnh Hải Dương, là hậu duệ đời thứ tư của Tiến sĩ Vũ Tông Phan.

## Hoạt động trong ngành giáo dục
Tốt nghiệp khoa Luật khóa 2 của Viện Đại học Đông Dương, ông chọn nghề dạy học ở các trường tư thục nổi tiếng Thăng Long và Gia Long, nơi mà ông từng được mời đứng lớp khi còn là sinh viên để lấy tiền trang trải học phí.
Ông tham gia nhóm trí thức cấp tiến Thanh Nghị, làm Chủ nhiệm tạp chí văn chương, chính trị và kinh tế Thanh Nghị, xuất bản từ ngày 15 tháng 5 năm 1941 đến tháng 8 năm 1945.

## Tham gia hoạt động chính trị
Ông cùng Phan Thanh, Hoàng Minh Giám tham gia phân bộ Đảng Xã hội Pháp của Jaurès, cùng nhà văn Nhất Linh và kiến trúc sư Nguyễn Cao Luyện lập Hội Ánh sáng chuyên dựng nhà tranh tre hợp vệ sinh cho dân nghèo.
Ông là một trong các thành viên sáng lập của Đảng Dân chủ Việt Nam (30 tháng 6 năm 1944) và giữ chức Ủy viên Trung ương Đảng. Sau này Đảng Dân chủ tham gia vào Mặt trận Việt Minh.
Ngày 16 tháng 5 năm 1945, Hội Tân Việt Nam được thành lập và Vũ Đình Hòe làm Tổng thư ký. Ông cũng làm Phó Hội trưởng Hội Truyền bá Quốc ngữ (thành lập năm 1938) mà Hội trưởng là Nguyễn Văn Tố.
Ông nhận nhiệm vụ vào Bắc Bộ phủ (nhờ có Nguyễn Văn Huyên giới thiệu) thuyết phục Khâm sai Phan Kế Toại từ chức, sau đó đi Huế thuyết phục hai người đồng sáng lập Thanh Nghị là Phan Anh và Vũ Văn Hiền rút ngay ra khỏi chính phủ Trần Trọng Kim. 

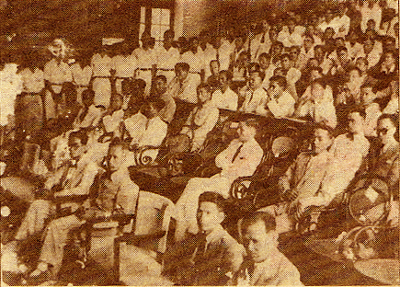
Chủ tịch Hồ Chí Minh (người thứ 2 từ trái sang) và Giáo sư Vũ Đình Hòe (người đầu tiên bên trái) tại lễ khai giảng trường Đại học Quốc gia Việt Nam ngày 15 tháng 11 năm 1945

Ông có quan hệ thân thiện với các lãnh tụ cộng sản như Trường Chinh, Phạm Văn Đồng. Tháng 8 năm 1945 ông được cử đi dự Quốc dân Đại hội Tân Trào do Việt Minh tổ chức ở Tuyên Quang để chuẩn bị khởi nghĩa giành chính quyền.
Ông là đại biểu Quốc hội khóa đầu tiên, đại diện cho Đảng Dân chủ.

## Bộ trưởng Giáo dục và Tư pháp
Ông làm Bộ trưởng Bộ Quốc gia giáo dục từ tháng 8 năm 1945 đến tháng 3 năm 1946 rồi thay luật gia Vũ Trọng Khánh làm Bộ trưởng Bộ Tư pháp trong suốt 15 năm sau đó.
Trên cương vị Bộ trưởng Quốc gia giáo dục, ông đã tiếp ký Sắc lệnh số 45 ngày 10 tháng 10 năm 1945 của Chủ tịch Hồ Chí Minh về việc thành lập Ban Đại học Văn khoa – tiền thân trực tiếp của Trường Đại học Tổng hợp Hà Nội.
Tiếp đó, ông đã ký Nghị định ngày 03/11/1945 (quy định các môn học được giảng dạy tại Ban Đại học Văn khoa) và Nghị định ngày 07/11/1945 (cử ông Đặng Thai Mai, Tổng Thanh tra Trung học vụ kiêm chức Giám đốc Ban Đại học Văn khoa và cử các giáo sư phụ trách các bộ môn) về việc tổ chức giảng dạy và nhân sự của Ban Đại học Văn khoa.

## Lên chiến khu Việt Bắc
Năm 1946, ông đã rời Thủ đô Hà Nội lên Việt Bắc, trên đường đi đã đi qua nhiều địa phương như: Sơn Tây, Việt Trì (Phú Thọ), đến thị xã Tuyên Quang.
Đến đầu năm 1948, Bộ Tư pháp chia làm hai: một bộ phận do ông Vũ Đình Hòe phụ trách (Cơ quan A), đến ở và làm việc tại chân núi Sáng trong thung lũng Vai Dâu, huyện Đại Từ, Thái Nguyên; một bộ phận do ông Trần Công Tường phụ trách (cơ quan B) đến ở và làm việc tại Bình Di, Lập Thạch, Vĩnh Phúc.
Ngày 6/10/1949, Hội đồng Chính phủ họp và ra Nghị quyết về vấn đề củng cố văn phòng của các Bộ. Thực hiện Nghị quyết của Hội đồng Chính phủ, hai cơ quan của Bộ hợp thành một và chuyển đến thôn Mới, xã Minh Thanh, huyện Sơn Dương, tỉnh Tuyên Quang.
Khi đó Vũ Đình Hòe có bí danh là Khiêm. Tại địa điểm này, ông đã ở, làm việc từ cuối năm 1949 đến tháng 9/1950. Do diễn biến của cuộc kháng chiến, theo yêu cầu của Chính phủ, tháng 9/1950, ông cùng Bộ Tư pháp đã rời thôn Mới, xã Minh Thanh ngược dòng sông Lô lên Chiêm Hóa .
Năm 1957, ông là một trong số 29 thành viên Ban sửa đổi Hiến pháp do Hồ Chí Minh làm Trưởng ban. Ban này đã dự thảo ra Hiến pháp năm 1960.
Năm 1960, Bộ Tư pháp giải thể (năm 1972 Hội đồng Bộ trưởng mới thành lập Ủy ban Pháp chế), ông chuyển về Viện Luật học thuộc Ủy ban Khoa học Xã hội Việt Nam, làm chuyên viên nghiên cứu luật pháp. Từ trước Tết 1975, ông kết thúc các nhiệm vụ của mình và nghỉ hưu theo chế độ.

## Qua đời
Vũ Đình Hòe mất đột ngột khi đang điều trị tại Bệnh viện Chợ Rẫy (Thành phố Hồ Chí Minh) vào lúc 9h20 ngày 29/1/2011. Ông hưởng thọ 99 tuổi.

## Nhận định
- Với vai trò là Bộ trưởng Bộ Quốc gia Giáo dục trong Chính phủ đầu tiên của nước Việt Nam Dân chủ Cộng hòa, đã có cống hiến to lớn xây dựng nền giáo dục đại học Việt Nam hiện đại, trong đó có ngành Sư phạm và Trường Đại học Sư phạm Hà Nội. Bản thân ông cũng trở thành một trong những vị giáo sư đầu tiên của nền đại học Việt Nam mới, cùng Võ Nguyên Giáp giảng môn Kinh tế cho các lớp xã hội – chính trị đặc biệt.[cần dẫn nguồn]

## Tác phẩm công bố
- "Những phương pháp giáo dục ở các nước và vấn đề cải cách giáo dục" (1945)
- "Một nền giáo dục bình dân" (1946)

## Phong tặng
Năm 1996, ông được Nhà nước tặng thưởng Huân chương Độc lập hạng Nhất.